# David Svensson (fotbollsspelare född 1984)
Karl David Svensson, född 9 april 1984 i Falkenberg, är en svensk före detta fotbollsspelare (mittfältare) som under hela sin karriär representerade Falkenbergs FF.
Svenssons moderklubb är Falkenbergs FF. Han flyttades upp i A-laget som 16-åring år 2000. Han är den som har spelat flest matcher för Falkenbergs FF genom tiderna. I december 2014 förlängde han sitt kontrakt med ett år. I oktober 2015 förlängdes Svenssons kontrakt med tre år. Efter säsongen 2017 avslutade Svensson sin spelarkarriär.